# Ferran I de Mèdici

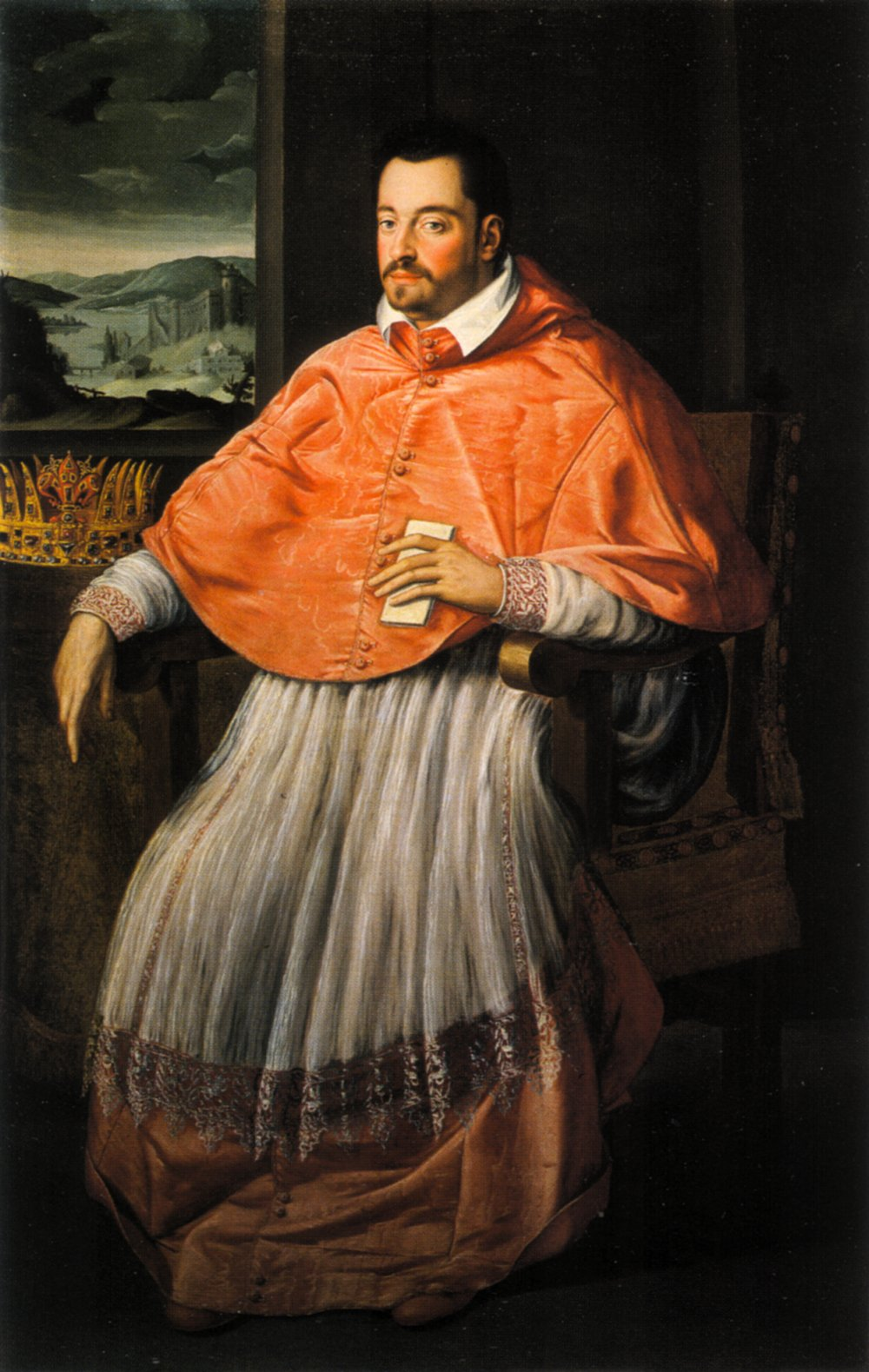
Imatge de Ferran I de Mèdici amb l'hàbit de cardenal.

Ferran I de Mèdici o Ferran I de Toscana (Florència, Ducat de Florència 1549 - íd. 1609) fou un membre de la família Mèdici que va esdevenir Gran Duc de Toscana entre 1587 i 1609.

## Orígens familiars
Va néixer el 30 de juliol de 1549 a la ciutat de Florència sent fill del duc Cosme I de Mèdici i Elionor de Toledo. Fou net per línia paterna de Giovanni dalle Bande Nere i Maria Salviati, i per línia materna de Pedro Álvarez de Toledo y Zúñiga i de la marquesa de Villafranca Juana Osorio y Pimentel.
Fou germà, entre d'altres, del Grans Duc Francesc I; d'Isabella de Mèdici, casada amb Paolo Giordano I Orsini; de Maria de Mèdici; i de Lucrècia de Mèdici, casada amb Alfons II d'Este.

## Vida religiosa
Va ser ordenat cardenal de l'Església Catòlica el 1562, amb 14 anys, i a Roma creà la Vil·la Mèdici, on adquirir nombroses obrs d'art. Va retenir aquest càrrec fins i tot en ser nomenat Gran Duc de Toscana el 1587, renunciant a ell el 1589, any en el qual es va casar.

## Gran Duc de Toscana

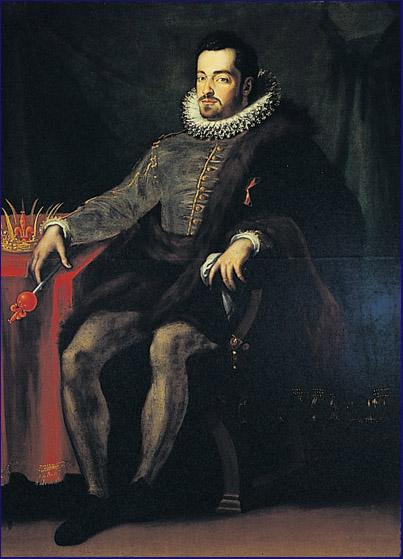
Quadre de Ferran I de Mèdici.

A la mort del seu germà gran, Francesc I de Mèdici, ocorreguda l'octubre de 1587, fou nomenat hereu i successor, esdevenint Gran Duc de Toscana. Oposat al su germà, fou accessible i generós i governà d'indulgent, restablint el sistema judicial i preocupant-se sincerament pel benestar dels seus súbdits. Durant el seu govern, Toscana va ressuscitar i va recuperar la independència perduda davant el sotmetiment al Sacre Imperi Romanogermànic.
Ferran I va fomentar el comerç i va obtenir grans riqueses a través dels bancs dels Mèdici, que estaven presents en les majors ciutats d'Europa. Va promulgar un edicte de tolerància vers els jueus i els heretges, de manera que Livorno va esdevenir un port d'acollida dels jueus espanyols, expulsats de la península Ibèrica el 1492, així com per a altres forasters perseguits. Va millorar el port d'aquesta ciutat, que el seu pare havia construït, alhora que va desviar part del curs del riu Arno en un canal anomenat Naviglio, a través del qual va estimular el comerç entre Florència i Pisa. Va fomentar un projecte d'irrigació a la Val di Chiana, que va permetre conrear les planes de prop de Pisa i Fucecchio, així com a la Val di Nievole.
Pel que fa a la seva política exterior, va intentar alliberar Toscana de la dominació espanyola. Després de l'assassinat d'Enric III de França el 1589, va donar suport al futur Enric IV de França en les seves disputes amb la Lliga Catòlica. Ferran I va deixar diners al rei francès i, juntament amb el papa Gregori XIII, fou un dels principals instigadors de la seva conversió al catolicisme. La relació entre els dos posteriorment es refredà, esforçant-se Ferran I a mantenir la seva independència. Va donar suport a Felip II de Castella en la seva campanya a Algèria, i al Sacre Imperi Romanogermànic contra l'amenaça dels turcs otomans. Va obtenir finalment el reconeixement oficial de la seva possessió sobre Siena, ciutat que el seu pare havia conquistat.
També va enfortir la flota toscana, assistint a importants victòries sobre els pirates berberiscos (1607), i vencent a una flota superior dels otomans a l'any següent.

## Núpcies i descendents

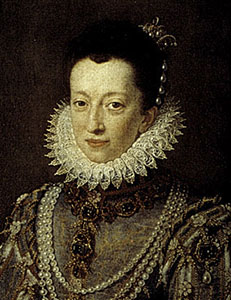
Imatge de Cristina de Lorena.

Es casà el 3 de maig de 1589 a la catedral de Florència amb Cristina de Lorena, filla del duc Carles III de Lorena i Clàudia de Valois. D'aquesta unió nasqueren:
- Cosme II de Mèdici (1590-1621), Gran Duc de Toscana
- Elionor de Mèdici (1591-1617)
- Caterina de Mèdici (1593-1629), casada el 1617 amb Ferran I de Màntua
- Francesc de Mèdici (1594-1614), militar
- Carles de Mèdici (1595-1666), cardenal
- Filippino de Mèdici (1598-1602)
- Llorenç de Mèdici (1599-1648)
- Maria Magdalena de Mèdici (1600-1633), reclosa en un convent
- Clàudia de Mèdici (1604-1648), casada el 1621 amb el duc Frederic Ubald della Rovere i el 1626 amb l'arxiduc Leopold V d'Àustria

A la seva mort, ocorreguda a la ciutat de Florència el 17 de febrer de 1609 va ser succeït pel seu fill gran, Cosme II de Mèdici